# Griptang

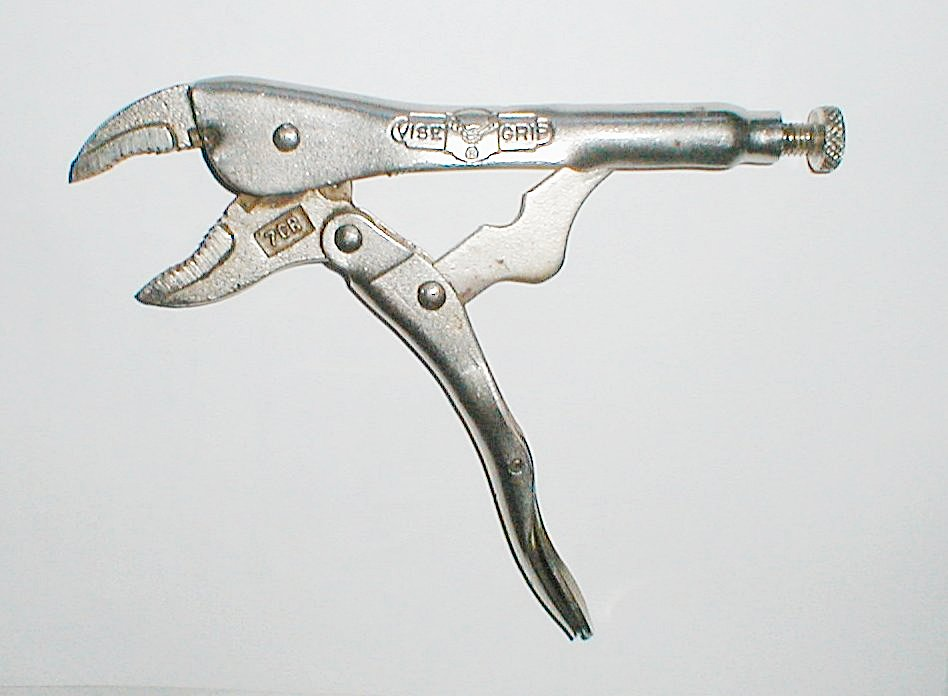
Griptang

Een griptang (ook 'moordenaar' genoemd) is een stuk gereedschap om materialen tijdelijk krachtig vast te houden of samen te klemmen.
De tang heeft een getande bek met ronde uitsparing in het midden. In 'gesloten' toestand staan de twee delen parallel aan elkaar op een afstand die instelbaar is via een schroef op een van de twee armen. Op dezelfde arm is ook een hendel voorzien die de tang ontspant.

## Gebruik
De tang wordt eerst ingesteld door ze te sluiten, en met de schroef de opening van de bek iets nauwer in te stellen dan de dikte van het samengedrukte materiaal. Vervolgens wordt de tang geopend, het materiaal wordt in de bek gestoken, en de tang wordt met enige kracht weer gesloten tot ze vastklikt. Door de hefboomkracht van het mechanisme is de druk en de grip op het materiaal zeer hoog. Er is dankzij de klikconstructie geen knijpkracht op de handvatten benodigd om de perskracht op het ingeklemde materiaal te behouden (vandaar de naam 'grip'tang). 
Om de tang weer te openen dient een kleine hendel aan de binnenkant van een van de handvatten ingedrukt te worden.

## Toepassingen
De tang wordt vooral gebruikt om dunne, harde metalen delen samen te klemmen alvorens ze als een geheel te bewerken, bijvoorbeeld bij lassen of boren. Andere materialen kunnen gemakkelijk beschadigd raken of breken door de hoge druk die wordt uitgeoefend.
De tang wordt ook gebruikt in situaties waarbij de perskracht, nodig om de tang te sluiten, moeilijk te combineren is met andere krachten, zoals het ronddraaien van de tang. 